# Возвращение АйКарли
«Возвращение АйКарли» (англ. iCarly) — американский телесериал, ситком. Прямое продолжение сериала 2007 года. В главных ролях Миранда Косгроув, Нейтан Кресс и Джерри Трейнор исполнили роли из оригинального сериала. Премьера сериала состоялась на Paramount+ 17 июня 2021 года.
27 июля 2022 года телесериал был продлен на третий сезон.

## В ролях

### Главные персонажи
- Миранда Косгроув в роли Карли Шэй, звездная ведущая комедийного веб-сериала
- Джерри Трейнор в роли Спенсера Шэй, богатый художник и старший брат Карли
- Нейтан Кресс в роли Фредди Бенсон, друг Карли и оператор для АйКарли
- Лейси Мосли в роли Харпер, лучшая подруга и соседка по комнате Карли
- Джайдин Триплетт в роли Миллисент, приёмная дочь Фредди

### Остальные персонажи
- Мэри Шеер в роли Мариссы Бенсон, мать Фредди и соседка Спенсера
- Даниэль Морроу в роли Норы Дершлит, одержимый супер-фанат АйКарли, который похищал команду несколько раз
- Джози Тота в роли Уиллоу, влиятельного человека, который появляется на выставке Спенсера
- Алекс Вассаби в роли влиятельного лица ASMR, который появляется на выставке Спенсера
- Рид Александер в роли Нэвела Пеппермэна, заклятый враг АйКарли и бывший интернет критик
- Тим Расс в роли Тэда Франклин, бывший школьный директор Карли и Фредди из Риджвея
- Даг Брошу в роли Дюка Либбермана, бывший студент из Риджвея
- Аманда Черни в роли Гармонии
- Скай Таунсенд в роли Кики, лидер скаутов солнечных девочек в которой состоит Миллисент
- Кристин Тейлор в роли Аргентины
- Кармела Сумбадо в роли Гвэн, мама Миллисент
- Дрю Рой в роли Гриффина, бывший друг Карли
- Эстер Повицки в роли Брук, подруги Карли и Харпер
- Лирик Льюис в роли Мэйв, кузины Харпер
- Поппи Лю в роли Белиберды, поп-певица, которая взяла Харпер к себе на работу стилистом
- Джош Плассе в роли автомеханика
- Конор Хустинг в роли Бо, бывшего парня Карли, который расстается с ней в начале сериала.
- Миа Серафино в роли Пёрл, девушки Фредди

## Эпизоды

### 1 сезон (2021)
| № | Название                                                    | Режиссёр             | Автор сценария                        | Дата премьеры   | Произв. код |
| --- | ----------------------------------------------------------- | -------------------- | ------------------------------------- | --------------- | ----------- |
| 1 | «iНачинаю сначала» «iStart Over»                            | Филл Льюис           | Али Схаутен, Джей Коген               | 17 июня 2021    | 101         |
| Карли вернулась в Сиэтл и живет в одном доме со своей новой подругой Харпер. Спенсер разбогател после того, как случайно создал скульптуру, наводящую на размышления. После второго развода и неудачного технологического стартапа Фредди вернулся к жизни с матерью и приемной падчерицей Миллисент. Карли ожидает, что ее парень попросит ее начать веб-шоу вместе с ней, но опустошается, когда он расстается с ней. Впав в депрессию, она пытается отомстить своему бывшему, начав собственное веб-шоу - Фредди предлагает ей возродить АйКарли. Пока Сэм путешествует с бандой байкеров под названием "Облитераторы", она становится единственной ведущей АйКарли и возобновляет веб-шоу, но уже для взрослых и получает восторженные отзывы и высокую зрительскую аудиторию. |                                                             |                      |                                       |                 |             |
| 2 | «iНенавижу Карли» «iHate Carly»                             | Джин Сагал           | Стив Армогида, Джим Армогида          | 17 июня 2021    | 102         |
| Пытаясь выяснить личность одного из своих ненавистников, Карли встречается с мужчиной, который якобы никогда не видел ее веб-шоу, но с ужасом узнает, что на самом деле он преследователь и тот самый ненавистник АйКарли. Тем временем Спенсер случайно ослепляет себя перцовым баллончиком и просит Фредди помочь ему в повседневных делах. |                                                             |                      |                                       |                 |             |
| 3 | «iИзвиняюсь» «iFauxpologize»                                | Джин Сагал           | Нассер Самара                         | 17 июня 2021    | 103         |
| Пока Спенсер создает работы для предстоящей выставки, фотография Карли, на которой она с отвращением смотрит на фрикадельку, попадает в сеть и невольно воспринимается как критика работ Спенсера. Карли пытается выразить ему свою поддержку, посетив выставку, но он использует это, чтобы оклеветать ее. Тем временем, пытаясь соперничать с Карли, Миллисент случайно обнаруживает старое сообщение Фредди о том, что он никогда не хотел детей, и начинает шантажировать его за это. |                                                             |                      |                                       |                 |             |
| 4 | «iПрикрою тебя» «iGot Your Back»                            | Филл Льюис           | Дэнни Фернандеш                       | 24 июня 2021    | 104         |
| Чтобы убедить Карли посетить мероприятие с красной дорожкой без ее бывшего парня, Харпер предлагает свои услуги в качестве стилиста на этот вечер. Однако Карли и Харпер начинают сомневаться в том, насколько хорошо они знают друг друга, когда обнаруживают, что не могут договориться о том, что надеть Карли. Тем временем Спенсер неосознанно назначает Фредди свидание с работницей секс-индустрии (думая, что это работник гига) и вынуждена оплачивать ее дорогостоящие услуги, когда Фредди решает пойти с ней на новые свидания. |                                                             |                      |                                       |                 |             |
| 5 | «iРоботическая свадьба» «iRobot Wedding»                    | Энтони Джозеф Рич    | Кейт Стэйман-Лондон                   | 1 июля 2021     | 105         |
| Заклятый враг Карли Невилл приглашает членов АйКарли на свою свадьбу, но Карли подозревает, что невеста не та, за кого себя выдает. Харпер и Спенсер заключают пари на то, кто сможет собрать наибольшее количество телефонных номеров на свадьбе. |                                                             |                      |                                       |                 |             |
| 6 | «iПроклята» «iM Cursed»                                     | Энтони Джозеф Рич    | Клей Лапари                           | 8 июля 2021     | 106         |
| Карли планирует провести свой день рождения в одиночестве, пытаясь предотвратить свое страшное проклятие на день рождения, но у Спенсера другие планы. Фредди пытается вернуть себе молодость. Кумир Харпер поражает ее. |                                                             |                      |                                       |                 |             |
| 7 | «iНужно место» «iNeed Space»                                | Энтони Джозеф Рич    | Франческа Рэмси                       | 15 июля 2021    | 107         |
| Поиски Карли и Харпер лучшего рабочего места приводят их в частный женский клуб, где директор харизматичен и требователен. Фредди записывает Миллисент в "Солнечных Девочек", но вместо этого она делает детей рабочими своей империи кексов. |                                                             |                      |                                       |                 |             |
| 8 | «iЛюблю Гвэн» «iLove Gwen»                                  | Мореник Джоэла Эванс | Корама Данкуа                         | 22 июля 2021    | 110         |
| Карли и Миллисент "толкают" Фредди и его бывшую жену вместе после того, как ряд недоразумений заставляет их поверить, что пара хочет воссоединиться. Харпер и Спенсер вовлекаются в техническую работу над школьным спектаклем Миллисент |                                                             |                      |                                       |                 |             |
| 9 | «iМУМ» «iMLM»                                               | Энтони Джозеф Рич    | Эстер Повицки                         | 29 июля 2021    | 108         |
| Доверчивость Фредди ставит под угрозу его будущее после того, как Карли обнаруживает, что новая пищевая добавка в виде песка, дающая преимущества во всем, это сетевой маркетинг (отсюда название - Multi Level Marketing - многоуровневый маркетинг) |                                                             |                      |                                       |                 |             |
| 10 | «iДевичник» «iTake a Girls Trip»                            | Мореник Джоэла Эванс | Сара Джейн Каннингэм, Сьюзи В. Фриман | 5 августа 2021  | 109         |
| Первая в истории поездка для девочек которую создала Карли проходит не так, как планировалось, когда единственным человеком в этом путешествии кроме Карли является Фредди. Пропавшая двоюродная сестра Харпер появляется в её жизни и мгновенно влюбляется в Спенсера. |                                                             |                      |                                       |                 |             |
| 11 | «iМогу починить сама» «iCan Fix It Myself»                  | Нейтан Кресс         | Майкл Дже́ффри Джордан                 | 12 августа 2021 | 111         |
| Стремясь доказать свои навыки в починке машин, Карли выходит из себя, когда пытается отремонтировать новую машину Спенсера. Спенсер и Мэйв пытаются скрыть от Харпер то что Мэйв не похищали. |                                                             |                      |                                       |                 |             |
| 12 | «iБезупречный званый ужин» «iThrow a Flawless Dinner Party» | Филл Льюис           | Жак Муледо                            | 19 августа 2021 | 112         |
| Карли планирует званый ужин, чтобы прояснить ситуацию в отношениях с Уэсом, но сбой в приложении, проблемы на работе Харпер и личная жизнь Спенсера вмешиваются в ее идеально спланированный вечер. |                                                             |                      |                                       |                 |             |
| 13 | «iВозвращаюсь на Вебикон» «iReturn to Webicon»              | Филл Льюис           | Али Схаутен                           | 26 августа 2021 | 113         |
| Карли и ее друзья возвращаются на вебикон, где встречают знакомого человека |                                                             |                      |                                       |                 |             |

### 2 сезон (2022)
| № | Название                                                                                             | Режиссёр             | Автор сценария      | Дата премьеры  | Произв. код |
| --- | --- | -------------------- | ------------------- | -------------- | ----------- |
| 1 | «iДумаю теперь все меня ненавидят» «iGuess Everyone Just Hates Me Now»                               | Филл Льюис           | Али Схаутен         | 8 апреля 2022  | 201         |
| Интернет оборачивается против Карли после того, как она бросает Уэса и Бо. Чтобы вернуть свою аудиторию, Карли придумывает фейковые отношения с Фредди. Тем временем Спенсер переусердствует, планируя вечеринку по случаю запуска нового приложения Фредди для собак-терапевтов, а Харпер пытается понравиться собаке Дабл Датча.                                                          | |                      |                     |                |             |
| 2 | «iВозражаю, Льюберт!» «iObject, Lewbert!»                                                            | Филл Льюис           | Дэнни Фернандез     | 8 апреля 2022  | 205         |
| Карли будет защищать себя в суде вместе с Спенсером и Фредди после того, как Льюберт вернется, и потребует возмещение ущерба от бесчисленных травм, полученных в ее оригинальном веб-шоу. Миллисент попытается сделать Харпер своей новой подружкой. | |                      |                     |                |             |
| 3 | «iДикая и безумная» «i'M Wild and Crazy»                                                             | Мелисса Джоан Харт   | Джонатан Фенер      | 15 апреля 2022 | 202         |
| После игры в "Я никогда не…" Карли опасается, что она скучная, и намеревается доказать Харпер, что она может постоять за себя в бурную ночь в городе. Спенсер находит новое офисное помещение для приложения Фредди в старом месте - "Groovy Smoothie". | |                      |                     |                |             |
| 4 | «iНанимаю помощника» «iHire a New Assistant»                                                         | Филл Льюис           | Хезер Фландерс      | 22 апреля 2022 | 203         |
| Когда дедушка приезжает в гости, Карли нанимает его своим помощником, а Спенсер полон решимости наконец завоевать его уважение. Харпер помогает Фредди составить его карту рождения и с ужасом обнаруживает, что они идеально подходят друг другу. | |                      |                     |                |             |
| 5 | «iКупидон» «iCupid»                                                                                  | Энтони Джозеф Рич    | Элиот Глейзер       | 29 апреля 2022 | 204         |
| Карли нанимает сваху, чтобы помочь Спенсеру найти кого-нибудь, с кем можно остепениться, но когда он вместо этого влюбляется в сваху, Карли должна убедить ее, что Спенсер в ее вкусе. Фредди готов съехать сам, но это будет нелегко. | |                      |                     |                |             |
| 6 | «iСоздала команду» «iBuild A Team»                                                                   | Нейтан Кресс         | Майкл Хоберт        | 6 мая 2022     | 206         |
| Карли нанимает менеджера, чтобы вывести свой канал на новый уровень, но когда новый парень сталкивается с Фредди, Карли должна найти способ заставить свою команду работать. Спенсер пытается угодить жесткому пищевому критику. | |                      |                     |                |             |
| 7 | «iПомогаю ему» «iDragged Him»                                                                        | Мелисса Джоан Харт   | Кейт Стэйман-Лондон | 13 мая 2022    | 207         |
| Карли проходит прослушивание на реалити-шоу со Спенсером в качестве партнера, но его конкурентная тактика создает напряженность между ними. Харпер устраивает вечеринку в стиле голливудских икон, в то время как Фредди помогает Миллисент с ее Модельным турниром ООН. | |                      |                     |                |             |
| 8 | «iСтала куклой Bae» «i’M a USA Bae»                                                                  | Мореник Джоэла Эванс | Клей Лапари         | 20 мая 2022    | 208         |
| Карли получает удовольствие на всю жизнь, когда по ее образу и подобию должна быть сделана кукла USA Bae. Но когда кукла оказывается не похожей на нее, Карли должна решить, какое сообщение она хочет отправить своим поклонникам.Спенсер вербует домашнюю обезьяну, чтобы помочь Фредди решить проблемы в отношениях.                                                                     | |                      |                     |                |             |
| 9 | «iЧто-то ударила» «iHit Something»                                                                   | Нейтан Кресс         | Корама Данкуа       | 27 мая 2022    | 209         |
| Униженная после того, как стала мишенью вирусной шутки, Карли с помощью Харпер пытается вывести свой гнев, приводя их обоих в подпольный бойцовский клуб для влиятельных людей. Спенсер и Фредди помогают Миллисент справиться с её отношениями. | |                      |                     |                |             |
| 10 | «iУстроила безупречную вечеринку с расследованием убийства» «iThrow a Flawless Murder Mystery Party» | Мореник Джоэла Эванс | Жак Муледо          | 3 июня 2022    | 210         |
| Карли понимает, что новой девушке Фредди нужна помощь в планировании его идеальной вечеринки по случаю дня рождения, но понимание Карли того, что делает Фредди счастливым, приводит к ошеломляющему откровению об их отношениях. Спенсер и Харпер планируют уйти с вечеринки пораньше, чтобы встретиться с новыми кавалерами, в то время как Миллисент отвлекается на своего нового краша. | |                      |                     |                |             |

## Производство
Сериал был анонсирован в декабре 2020 года, а Джей Коген и Али Схоутен выступили в качестве сошоураннеров и исполнительных продюсеров. Ожидается, что Косгроув, Кресс и Трейнор повторят свои роли из оригинального сериала. В феврале 2021 года сообщалось, что Коген покинул проект из-за «творческих разногласий» с Косгроув. Позже в том же месяце Дженнетт МакКарди подтвердила, что не будет повторять свою роль Сэм Пакетт из-за того, что бросила актёрскую игру и почувствовала себя смущённой своей прошлой карьерой. Также выяснилось, что возрождение будет иметь 13 эпизодов, режиссёром выступил Фил Льюис, а сценарий написали Коген и Схоутен. В мае была объявлена дата премьеры — 17 июня 2021 года, а также был показан тизер.
15 июля 2021 года сериал был продлён на второй сезон. Чуть позже стало известно что 2 сезон так же как и 1 будет состоять из 13 эпизодов, а его премьера состоится в 2022 году.
2 марта 2022 года Paramount+ в своем Instagram выложил трейлер, из которого стало известно что премьера второго сезона состоится 8 апреля 2022 года.

### Кастинг
В марте 2021 года стало известно, что Лейси Мосли сыграет Харпер, соседку по комнате и лучшую подругу Карли, а Джайдин Триплетт — Миллисент, язвительную падчерицу Фредди, помешанную на социальных сетях. С момента объявления о кастинге, Мосли стала объектом необоснованных расистских нападок со стороны фанатов, которые видели в ней замену персонажу Дженнетт Маккарди. Писательница Франческа Рэмси написала в Твиттере в ответ: «Персонаж Харпер не заменяет Сэм».

### Съёмки
В марте 2021 года официально начались съёмки возрождения.
Съёмки 2 сезона начались 6 октября 2021 года.

## Показ
Премьера первых трёх эпизодов «Возвращение АйКарли» состоялась 17 июня 2021 года. Остальные эпизоды выходили еженедельно до 26 августа 2021.
Премьера первых двух эпизодов 2 сезона состоялась 8 апреля 2022 года. Остальные эпизоды выходили еженедельно до 3 июня 2022.